# Симон Скруп
Симон Скруп (англ. Simon Scrope; умер после 1225) — английский землевладелец, вероятно, сын Роберта Скрупа. После смерти отца он получил очень небольшое наследство, но, благодаря бездетности племянниц, дочерей старшего брата Филиппа, смог купить у них владения в Восточном райдинге Йоркшира. Впрочем, часть из этих владений Симон вынужден был передать Бридлингтонскому монастырю. Кроме того, благодаря браку он получил земли в Северном райдинге Йоркшира, заложив основы для будущего роста могущества Скрупов в XIV веке.

## Происхождение
Считается, что род Скрупов имел нормандское происхождение, однако каких-то доказательств такого происхождения не существует. Самая ранняя генеалогия рода была составлена в XVII веке, но утверждения о том, что род известен со времён завоевания Англии, больше говорят о том, что представители рода верили в благородное происхождение. Сэр Николас Харрис Николас в труде «Scrope and Grosvenor Roll» считал родоначальником Скрупов Ричарда Скроба, владевшего во второй половине XI века землями в Шропшире и Херефорде. Это мнение было опровергнуто сэром Чарльзом Клеем, который указал, что никто из потомков Ричарда не носил родовое прозвание Скроб; кроме того, по его мнению, не существует каких-то установленных связей между этим родом и семьёй Скрупов. Также не установлено связей с родом со схожим родовым прозванием, имевшим владения в Глостершире, Беркшире и Оксфордшире.
Первым достоверно известным представителем рода является Ричард Скруп (умер до 1166), который находился на службе Гилберта де Ганта, графа Линкольна и был его арендатором. Он выгодно женился на Агнес де Клер, дочери Ричарда Фиц-Гилберта де Клера, барона Клера из Тонбриджа, сестре Рохезы де Клер, жены Гилберта де Ганта. В этом браке родился Роберт Скруп (умер в 1190), который в 1160 году был владельцем 1 рыцарского фьефа. В его состав входили поместья Бартон-апон-Хамбар (Северный Линкольншир) и Флотманби (Восточный райдинг Йоркшира). Последнее было одним из трёх йоркширских поместий, входивших в состав владений Гилберта де Ганта, графа Линкольна. Судя по всему, Роберт в 1166 году был одним из крупных арендаторов во владениях Гантов. Эти поместья до начала XIII века составляли основу территориальных владений Скрупов.
Имя жены Роберта неизвестно. Достоверно подтверждено, что в этом браке родился 1 сын — Уолтер, но современные исследователи считают, что его сыновьями были также Филипп, Симон и Роберт Скрупы.

## Биография
После смерти Роберта Скрупа его фьеф был разделён на 2 части. Половину, включавшую Бартон, получил старший сын Уолтер; вторую же, включавшую поместье Флотманби (Восточный райдинг Йоркшира), получил Филипп Скруп. Симону же, который, вероятно, был младшим из сыновей, судя по всему, досталась лишь малая часть отцовского наследства.
В 1189 году настоятель Бридлингтонского монастыря выдал хартию, в которой подтвердил право на владение Флотманби Филиппу Скрупу в качестве арендатора от монастыря; в качестве свидетелей последнего выступили двое братьев Филиппа, Роберт и Симон.
В 1205 году умер Филипп Скруп, оставив двух дочерей. Одна из них, Матильда, не имела детей, другая, Элис, имела только рано умершую бездетной дочь. Чтобы избежать потери владений, они в марте 1206 года заключили с Симоном соглашение о передаче ему поместья Флотманби; в обмен он обязался выплачивать племянницам и их матери Алисе ежегодную ренту.
До 1225 года Симон женился на Инголиане, сестре Ричарда де Катериза. Этот брак принёс ему землю в Уэнсли в Северном райдинге Йоркшира, заложив основы для будущего роста могущества Скрупов в XIV веке.
Судя по всему, 1-я четверть XIII века была тяжёлой для Скрупов. В итоге Симон начал передавать свою землю в Восточном райдинге Бридлингтонскому монастырю. Хотя отданные владения были небольшие (4 тофта и 11 акров во Флотманби), при сыне и наследнике Симона передача земли продолжилась.
Последний раз в источниках Симон упоминается в 1225 году.

## Брак и дети
Жена: до 1225 Инголиана, сестра Ричарда де Катериза. Дети:
- Генри Скруп[3].